# Гагарино (Томская область)
Гага́рино — село в Зырянском районе Томской области, Россия. Входит в состав Михайловского сельского поселения.

## География
Село расположено в 200 м южнее центра поселения — села Михайловка. Два села разделяет протекающая между ними река Туендат. Посередине река впадает и вытекает из небольшого озера, через которое проходит автодорога.

## Население
| 1926 | 2002 | 2010 | 2012 | 2013 | 2014 | 2015 |
| ---- | ---- | ---- | ---- | ---- | ---- | ---- |
| 834  | ↘244 | ↘213 | ↘207 | ↗212 | ↘203 | ↘201 |
| 2016 | 2021 |      |      |      |      |      |
| ↗202 | ↘177 |      |      |      |      |      |

## Социальная сфера и экономика
В посёлке есть фельдшерско-акушерский пункт. Ближайшая школа находится в Михайловке.
Основа местной экономической жизни — сельское хозяйство и розничная торговля.

## Транспорт
Через Михайловку и по мосту через Туендат проходит автомобильная дорога, посредством её и осуществляется транспортная связь.